# Здрастуй і прощай
«Здрастуй і прощай» (рос. «Здравствуй и прощай») — російський радянський повнометражний кольоровий художній фільм, поставлений на Ленінградської ордена Леніна кіностудії «Ленфільм» в 1972 року режисером Віталієм Мельниковим.

## Зміст
Зворушлива історія кохання молодої жінки, яку з трьома дітьми кинув чоловік, а сам поїхав у місто шукати «сенс життя» і пропав у пошуках кращої долі, і дільничного міліціонера, людини позитивної з усякого погляду. Він зумів розтопити серце жінки і повернути їй віру в кохання. Тільки з'явилася надія на нове життя і сімейне щастя, як у село повертається недолугий чоловік.

## Ролі
- Людмила Зайцева — Олександра Тимофіївна Ярмолюк (Шурка)
- Олег Єфремов — Буров Григорій Степанович, новий дільничний
- Михайло Кононов — Митька Ярмолюк, «маю право», чоловік Олександри
- Наталя Гундарева — Надежка (Надія Сергіївна), буфетниця в кафе «Улыбка»
- Віктор Павлов — Васька-сеньйор (Василь Тихонович), місцевий сільський герой-коханець, залицяльник Надежки
- Олександр Дем'яненко — голова колгоспу
- Борислав Брондуков — Раков, обліковець колгоспу
- Таня Дороніна — Зіна, дочка Олександри
- Саша Ведерников — Женька, син Олександри
- Жанна Блинова — Ариша, дочка Олександри

## В епізодах
- Герман Лупекін — брат-бухгалтер
- Анатолій Столбов — вимірює вагу
- Анжеліка Волкова, Н. Венсан, Костянтин Губенко, Н. Засідко, Світлана Іванова, Г. Капаніцин, М. Капітохін, М. Коган, А. Любчич, Н. Плахоткіна, Р. Б. Раїсова, В. Рассадкевич, Н. Рахманова , М. Смирнова, В. Фразе, В. Школьник, Є. Штепа
- Раїса Мигунова — епізод  (в титрах не вказана)

## Знімальна група
- Сценарій - Віктора Мережко
- Постановка - Віталія Мельникова
- Головний оператор - Юрій Векслер
- Головний художник - Белла Маневич
- Композитор - Владлен Чистяков
- Звукооператор - Костянтин Лашков
- Режисер - Д. Александрова
- Оператор - О. Насиров
- Монтажер - Зінаїда Шейнеман
- Редактор - Олександр Безсмертний
- Грим - Р. Кравченко, Б. Соловйова
- Костюми - Наталія Ландау
- Художники по декораціях - Римма Нарінян, Михайло Суздалов
- Асистенти: 
  - Режисера - В. Білов, Л. Бергер, Н. Гамзіна, Е. Гольчиков
- Асистенти: 
  - Режисера - В. Бєлов, Л. Бергер, Н. Гамзінов, Е. Гольчіков
  - оператора - Н. Соловйов
  - звукооператора - Т. Миронова
  - по монтажу - Галина Танаєва
- Директор картини - Ф. Ескін